# Nagy goda

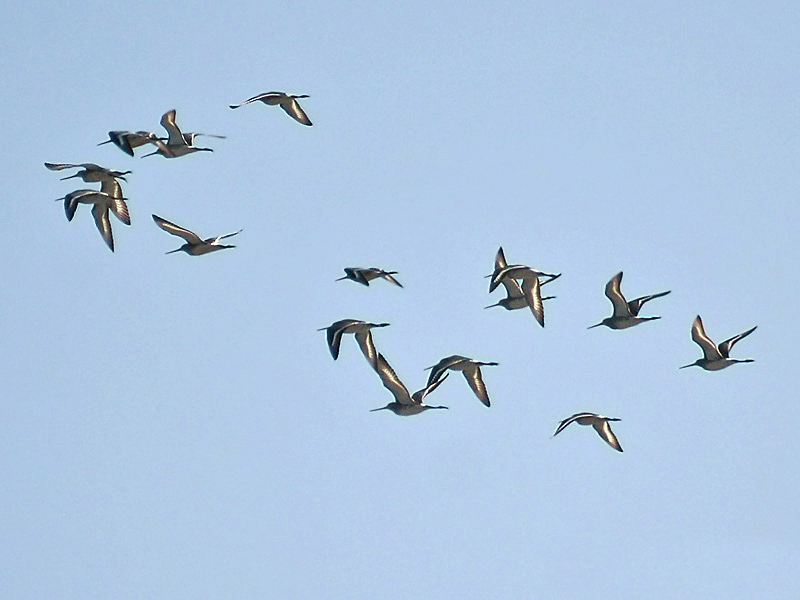
Vonuló csapat

A nagy goda (Limosa limosa) a madarak (Aves) osztályának a lilealakúak (Charadriiformes) rendjébe, ezen belül a szalonkafélék (Scolopacidae) családjába tartozó faj.

## Előfordulása
Európa és Ázsia mérsékelt övi részén költ, ősszel elvonul, eljut Afrikába, Ausztráliába és Észak-Amerikába, az Atlanti-óceán partjára is.

### Kárpát-medencei előfordulása
Februártól novemberig tartózkodik Magyarországon, rendszeres fészkelő.

## Alfajai
- Limosa limosa islandica
- Limosa limosa limosa
- Limosa limosa melanuroides

## Megjelenése
Testhossza 40–44 centiméter, szárnyfesztávolsága 70–82 centiméteres, testtömege pedig 250–390 gramm közötti. A tojó nagyobb, mint a hím. Csőre hosszú, keresgéléshez kiválóan használható.
|  |  |  |

## Életmódja
Tücskökkel, lótetűvel, vízipoloskákkal, az árvaszúnyog lárvájával, csigákkal és magvakkal táplálkozik.

## Szaporodása
A földre rakja növényi anyagokból készített fészkét. Fészekalja 3-5 tojásból áll, melyeken 22-24 napig kotlik. A fiókák kirepülési ideje még 25-30 nap.
|  |  |

## Védettsége
Magyarországon fokozottan védett, természetvédelmi értéke 500 000 forint.